# Ричард Сайренчестерский
Ричард Сайренчестерский, он же Ричард Вестминстерский (англ. Richard of Cirencester, фр. Ricardus de Cirencestria,  лат. Richardus Cicestriensis, он же Richardus Westmonasteriensis или Richardus Copenensis; около 1330 или 1338 — 1400 или 1401) — английский хронист, монах-бенедиктинец из аббатства Святого Петра в Вестминстере, автор «Исторического зерцала деяний королей Англии» (лат. Speculum Historiale de Gestis Regum Angliae). В XVIII — первой половине XIX века известен был также как автор «Описания Британии», пока в 1846 году не было доказано, что оно являлось подделкой.

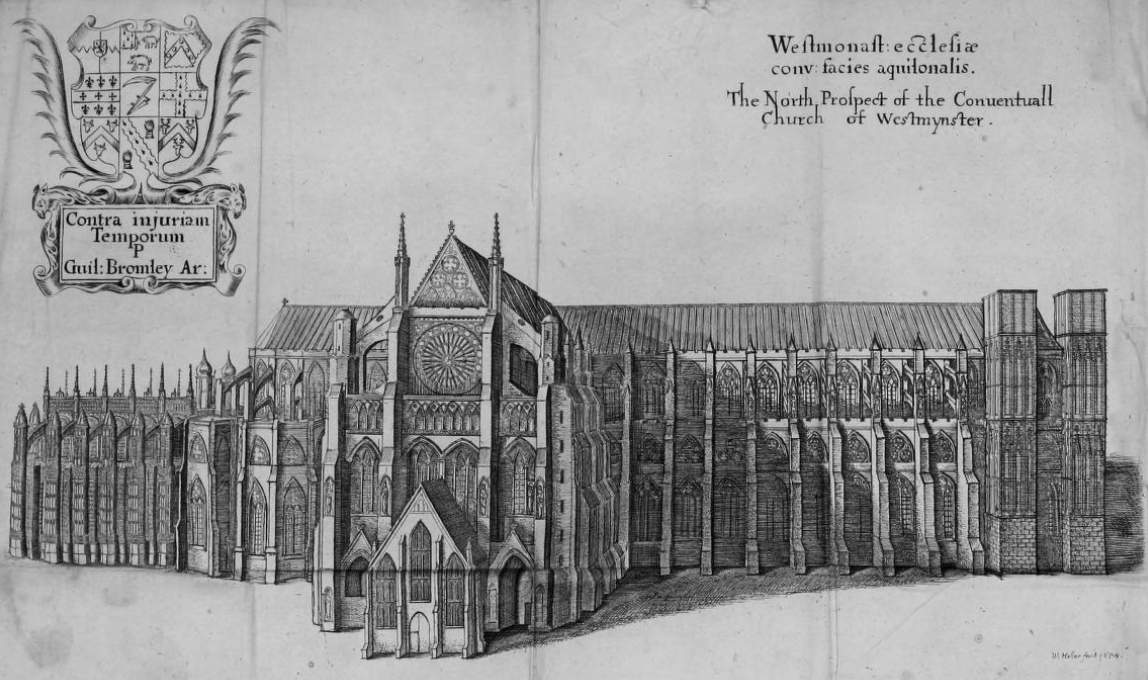
Вид Вестминстерского аббатства до пристройки к нему в 1725 году Западных башен. Анонимная гравюра из издания «Древности Вестминстерской обители Святого Петра» (1711)

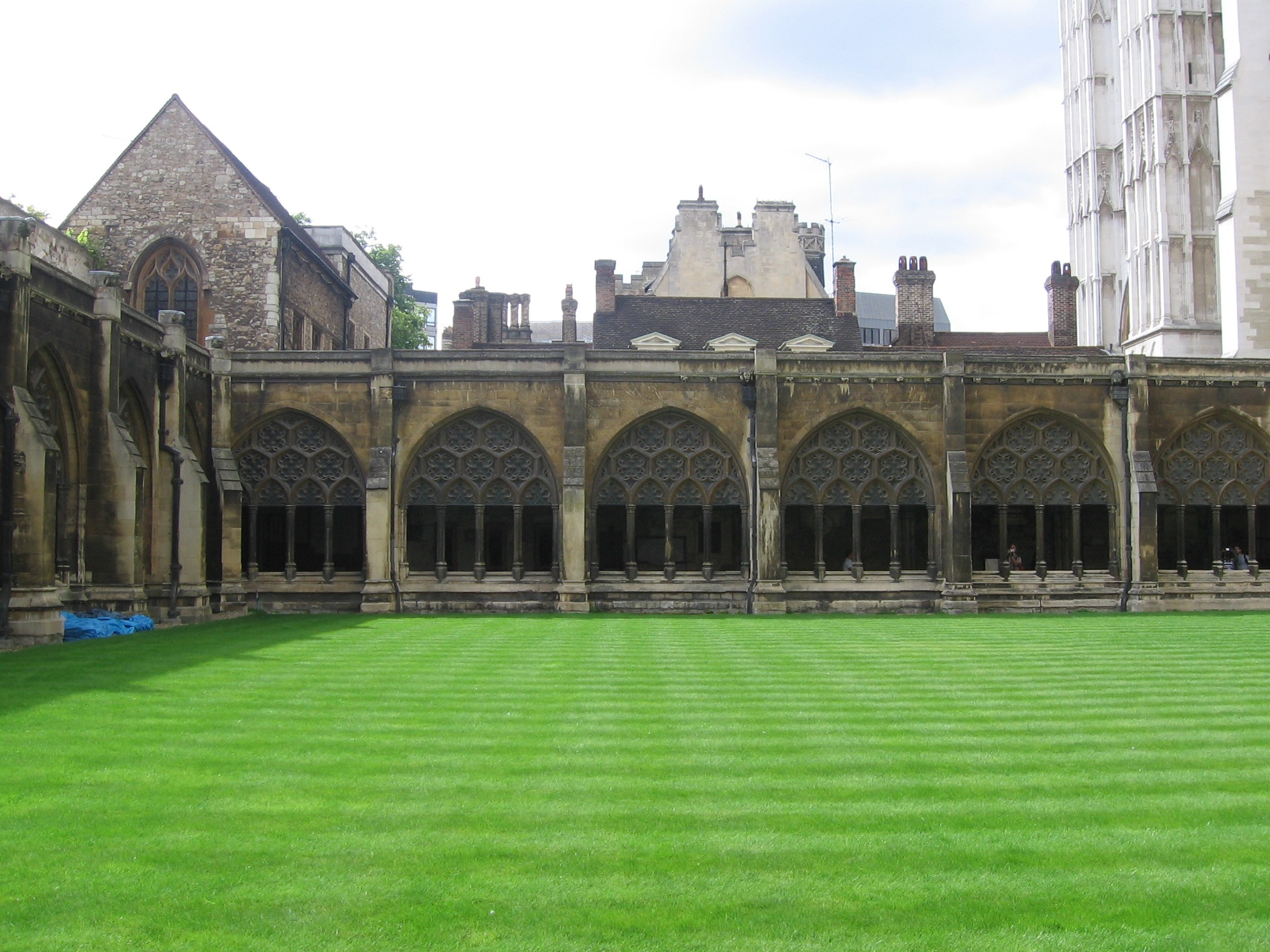
Внутренний двор Вестминстерского аббатства. Современный вид

## Биография
Происхождение точно не установлено, но, судя по фамилии, являлся уроженцем Сайренсестера в Глостершире. Впервые его имя фигурирует в приходно-расходных книгах Вестминстерского монастыря Св. Петра под 1355 годом; вероятно, незадолго до этого он принял в нём постриг, на основании чего годом его рождения считается 1330-й. 
Возможно, изучал богословие в Оксфорде. В 1391 году получил от аббата дозволение совершить паломничество сначала в Рим, а затем в Иерусалим, в котором указывалось на его благочестивую жизнь и безупречное соблюдение монастырского устава в течение более чем 30 лет.
По возвращении из поездки, вероятно, ушёл на покой, занявшись литературными трудами. Ещё в 1397 году фигурирует в документах аббатства, но в 1400 году уже сильно хворал, проведя девять дней в монастырском лазарете, где, вероятно, в январе того же, или следующего года и скончался.

## Сочинения
Единственным дошедшим до нас его сочинением является латинская хроника «Историческое зерцало деяний королей Англии» (лат. Speculum Historiale de Gestis Regum Angliae) в четырёх книгах, охватывающая события с 447 по 1066 год, начиная с призвания королём Вортигерном англосаксов во главе с Хенгистом и Хорсой, и кончая битвой при Стэмфордбридже между войсками английского короля Гарольда Годвинсона и норвежского Харальда Сурового. В конце четвёртой книги своего труда, законченного около 1388 года в Вестминстере, Ричард обещает продолжить его подробным описанием нормандского завоевания Англии, а также происхождения, прихода власти и дальнейшего правления Вильгельма I Незаконнорожденного, однако осуществить этот замысел хронисту, по-видимому, не удалось. 
Ценность «Исторического зерцала» как источника довольно невелика, поскольку оно представляет собой компиляцию из произведений хронистов-предшественников, переписывая которые автор, вдобавок, допустил немало ошибок. Однако в его текст включены некоторые хартии, относящиеся к истории Вестминстерского аббатства, а также подробный перечень святых, гробницы которых находились в соборе Св. Петра, включая короля Эдуарда Исповедника.  
Среди использованных Ричардом источников можно отметить послания папы Григория Великого,«Церковную историю англов» Беды Достопочтенного, одну из версий «Англосаксонской хроники», «Жизнь короля Альфреда» Ассера, «Историю английских королей» Уильяма Мальмсберийского, «Историю королей Британии» Гальфрида Монмутского, «Хронику хроник» Иоанна Вустерского, «Историю англов» Генриха Хантингдонского, «Генеалогию английских королей» Элреда из Риво, «Flores Historiarum» Роджера Вендоверского и «Полихроникон» Ранульфа Хигдена. «Историческое зерцало» широко использовалось как антиквариями XVI—XVII веков, так и историками нового времени, до тех пор, пока с развитием научной критики и вводом в оборот других источников, ценность его не стала оцениваться более объективно. 
Согласно «Ответу Уиклифу» Уильяма Вудфорда, посланному в 1396 году архиепископу Кентерберийскому Томасу Арунделу, Ричард составил также некий латинский трактат о церковных службах (лат. De officiis). В соборной библиотеке Питерборо некогда хранился другой его трактат под названием «Символ веры Большой и Малый» (лат. Super Symbolum Majus et Minus). Однако обе названные его работы до нас не дошли. Весьма вероятна причастность Ричарда и к составлению «Вестминстерской хроники» (англ. The Westminster Chronicle), охватывающей события правления короля Ричарда II с 1381 по 1394 год, однако эта гипотеза не нашла до настоящего времени убедительных подтверждений.
Академическое двухтомное издание «Исторического зерцала» Ричарда Сайренчестерского по единственной рукописи из Кембриджской университетской библиотеки подготовлено было в 1863—1869 годах в Лондоне филологом-классиком Джоном Итоном Бикерстетом Мэйером для академической Rolls Series.

## Мистификация Бертрама
Во второй половине XVIII — первой половине XIX столетия Ричард известен был также в качестве автора «Описания Британии» (лат. De situ Britanniae) — подделки, сфабрикованной в 1747 году писателем и филологом Чарльзом Джулиусом Бертрамом, преподававшим английский язык в Королевской морской академии Дании. 
Заручившись поддержкой датского академика, библиотекаря и советника короля Фредерика V Ханса Грама, ещё в 1746 году он направил письмо известному британскому археологу и антикварию Уильяму Стьюкли, в котором сообщал об обнаружении им обстоятельного латинского историко-географического труда о Римской Британии, якобы написанного в XV столетии «Ричардом Вестминстерским монахом» (лат. Ricardus monachus Westmonasteriensis). После того как заинтригованный Стьюкли поспешно отождествил последнего с жившим веком раньше Ричардом из Сайренчестера, «Описание Британии» напечатано было в 1757 году Бертрамом в Копенгагене, вместе с трудами Гильды Премудрого и Ненния. 
Ловко перерисовав в искажённом виде известную Херефордскую карту мира конца XIII века и насытив текст своей публикации множеством вымышленных и уже известных учёным топонимов, этнонимов и собственных имён, Бертрам сумел ввести в заблуждение не только Стьюкли, составившего на основе его подложной карты собственный «Itinerarium Curiosum» (1776), но и опытного библиографа, хранителя библиотеки Коттона Дэвида Кейсли, а также многих позднейших исследователей. В частности, известный английский историк Эдуард Гиббон в своей «Истории упадка и разрушения Римской империи» (1776—1788) ссылался на наполовину вымышленные им «девяносто два значительных города» Римской Британии, «в числе которых тридцать три отличались от остальных своими привилегиями и значением», шотландский военный топограф и географ Уильям Рой использовал его непроверенные данные в своём труде «Военные древности римлян в Британии» (1793), активно цитировали и ссылались на него их младшие современники британский историк Джон Лингард, шотландский антикварий Джон Пинкертон и др. Ещё в 1854 году фальшивая карта Бертрама включена была лексикографом Уильямом Смитом в составленный им «Словарь греческой и римской географии». 
Крайне ограниченный тираж первой датской публикации «Описания Британии», а также выявленное ещё в 1809 году после выхода анонимно подготовленного Генри Хэтчером английского перевода, отсутствие её рукописи, привели к тому, что уже в 1827 году обоснованные сомнения в подлинности этого сочинения высказал антикварий Джон Ходжсон, и уже в 1838 году «Английское историческое общество» отказалось включить его в список известных ему средневековых исторических трудов. В 1846 году подложность «Описания Британии» окончательно установил немецкий учёный-антиковед Карл Векс, выводы которого поддержаны были в 1866—1867 годах антикварием и библиотекарем королевского Виндзорского замка Бернардом Болингброком Вудвордом, отметившим использование фальсификатором латинских терминов, характерных не для XIV-го, а для XVIII столетия, а также вышеназванным Джоном И. Б. Мэйером, справедливо отметившим стилистические расхождения его с опубликованной им подлинной хроникой Ричарда Сайренчестерского. 
Вместе с тем, в течение более чем столетия литературная мистификация Бертрама пользовалась доверием в англоязычном научном мире, и ещё в 1872 году его «Описание Британии» включено было историком Джоном Алленом Джайлзом в подготовленный им к печати в серии «Библиотека древностей» сборник «Шести английских хроник» (англ. Six English Chronicles).

## Издания
- Ricardi Corinensis Monachi Westmonasteriensis De Situ Britannae Libri Duo // Britannicarum Gentium Historiæ Antiquæ Scriptores Tres: Ricardus Corinensis, Gildas Badonicus, Nennius Banchorensis. Recensuit notisque et indice auxit Carolus Bertramus. — Copenhagen: Ludolph Henrich Lillie for the author, 1757. — pp. 1–60.
- Bertram Charles. The Description of Britain, translated from Richard of Cirencester: with the Original Treatise De Situ Britanniae and a Commentary on the Itinerary, illustrated with maps, anonymously translated and annotated by Henry Hatcher. — London: Richard Taylor & Co. for J. White & Co, 1809.
- Ricardus de Cirencestria. Speculum Historiale de Gestis Regum Angliae. Edited be John E. B. Mayor. — Volumes I—II. — London: Longman, Green and Company, 1863—1869. — (Rolls Series, 30).